# Short Sleeve Sampson
Pour les articles homonymes, voir Short (homonymie), Sleeve et Sampson.
Dan DiLucchio plus connu sous le nom de Short Sleeve Sampson est un catcheur professionnel américain. Il a travaillé pour la World Wrestling Entertainment, la Total Nonstop Action, la Micro Wrestling Federation et la TNT Pro Wrestling.
Il est surtout connu pour s'être servi de son nanisme pour catcher en tant que « copie mignature » d'autres catcheurs à la WWE, notamment Little-Boogey (mini-Boogeyman). Il est aussi le plus petit catcheur à avoir travaillé avec la WWE.

## Carrière

### World Wrestling Entertainment
Sampson apparait pour la première fois à la WWE en tant que Mini-Taker. Il porte un Mini-Tombstone Piledriver à JBL, alors en feud avec Undertaker. Soudain le véritable Undertaker apparait et attaque Mini-Taker et JBL. Il réapparait ensuite en tant que Mini-Angle, alors en feud avec John Cena. Il porte un Ankle lock à la manière de Kurt Angle à Cena.
En dehors de cela, Sampson a catché à WWE SmackDown contre Pitbull Patterson pour déterminer l'aspirant numéro 1 pour le WWF Junior Heavyweight Championship mais perdit le match. Il apparait ensuite à RAW dans un match en tag en tant que Pocket Rocket avec The Heart Throbs contre Big Daddy V et sa version miniature.
Il apparaitra ensuite à plusieurs reprises en tant que Mini-Boogey, d'abord pour aider Boogeyman dans sa feud contre Finlay et Hornswoggle avant d'entrer lui-même en feud avec Hornswoggle, autre catcheur nain de 1,32 m. Il affronta notamment Finlay et Hornswoggle avec Boogeyman dans un match en tag. Son équipe perdit quand Finlay lui fit un tombé après un coup de crosse quand l'arbitre était distrait par Hornswoggle.
Lors d'un ECW, il affronte Hornswoggle en 1 contre 1. Alors que l'arbitre regarde ailleurs à cause de Hornwoggle qui est sorti du ring pour attaquer Boogeyman, Finlay lui donne un coup de crosse. Hornswoogle retourne sur le ring, effectue un frog slash (sa prise de finition) sur Little-Boogey et remporte le match par tombé.
Boogeyman ne travaille plus à la WWE depuis l'expiration de son contrat.

## Palmarès
- Chaotic Wrestling
  - CW Midget Championship (1 fois, actuel)
  - CW Light Heavyweight Championship (1 fois, actuel)

- Wisconsin Organized Wrestling
  - WOW Midget Championship (1 fois, actuels)

- Micro Wrestling Federation
  - MWF Championship (1 fois, actuels)

- Wrestling Observer Newsletter awards
  - Worst Worked Match of the Year (2006), TNA Reverse Battle Royal at Bound for Glory